# Tournoi des Cinq Nations 1955
Navigation
Tournoi 1954 Tournoi 1956
Le Tournoi des Cinq Nations 1955 se déroule du 8 janvier au 26 mars 1955 et voit la victoire conjointe du pays de Galles et de la France (pour leur seconde victoire partagée consécutive).

## Classement
Table de classement du Tournoi de 1955 :
| Rang | Nations        | J | V | N | D | PP | PC | Δ   | Pts |
| ---- | -------------- | - | - | - | - | -- | -- | --- | --- |
| 1    | Galles (T)     | 4 | 3 | 0 | 1 | 48 | 28 | +20 | 6   |
| 1    | France (T)     | 4 | 3 | 0 | 1 | 47 | 28 | +19 | 6   |
| 3    | Écosse         | 4 | 2 | 0 | 2 | 32 | 35 | -3  | 4   |
| 4    | Angleterre (T) | 4 | 1 | 1 | 2 | 24 | 31 | -7  | 3   |
| 5    | Irlande        | 4 | 0 | 1 | 3 | 15 | 44 | -29 | 1   |

- Légende :
  - J matches joués, V victoires, N matches nuls, D défaites
  - PP points marqués, PC points encaissés, Δ différence de points PP-PC
  - Pts points de classement (barème : 2 points pour une victoire, 1 point en cas de match nul, rien pour une défaite)
  - T Tenants conjoints du titre 1954.
- Meilleures attaque et différence de points pour le pays de Galles ; meilleure défense conjointement pour le pays de Galles et la France, les deux vainqueurs de cette édition.

## Résultat
Les matches du Tournoi 1955 se jouent le samedi sur huit dates :
| Colombes, 8 janvier 1955   | France         | 15 - 0  | Écosse         |
| Dublin, 22 janvier 1955    | Irlande        | 03 - 5  | France         |
| Cardiff, 22 janvier 1955   | pays de Galles | 03 - 0  | Angleterre     |
| Édimbourg, 5 février 1955  | Écosse         | 14 - 8  | pays de Galles |
| Dublin, 12 février 1955    | Irlande        | 06 - 6  | Angleterre     |
| Londres, 26 février 1955   | Angleterre     | 09 - 16 | France         |
| Édimbourg, 26 février 1955 | Écosse         | 12 - 3  | Irlande        |
| Cardiff, 12 mars 1955      | pays de Galles | 21 - 3  | Irlande        |
| Londres, 19 mars 1955      | Angleterre     | 09 - 6  | Écosse         |
| Colombes, 26 mars 1955     | France         | 11 - 16 | pays de Galles |

## Les matches de la France
Feuilles des quatre matches de la France :

### France - Écosse
Exceptionnelle cinquième victoire de suite de la France face à l'Écosse :
| 8 janvier 1955 Temps froid et gris. | France                                                                   | 15 - 0 (9-0) | Écosse | Stade Yves-du-Manoir, Colombes Bon terrain 25 000 spectateurs Arbitre : H Elliott |
| 8 janvier 1955 Temps froid et gris. | Essai(s) : 4 A Boniface, J Prat, Domenech, G Dufau Pénalité(s) : Vannier |              |        | Stade Yves-du-Manoir, Colombes Bon terrain 25 000 spectateurs Arbitre : H Elliott |
| 8 janvier 1955 Temps froid et gris. |                                                                          |              |        | Stade Yves-du-Manoir, Colombes Bon terrain 25 000 spectateurs Arbitre : H Elliott |

### Irlande - France
Seconde victoire consécutive de la France devant l'Irlande (qui est également la quatrième à l'extérieur face à cet adversaire) :
| 22 janvier 1955 Temps froid, brouillard. | Irlande                   | 3 - 5 (0-5) | France                                          | Lansdowne Road, Dublin Terrain gras 45 000 spectateurs Arbitre : I David |
| 22 janvier 1955 Temps froid, brouillard. | Pénalité(s) : N Henderson |             | Essai(s) : Domenech Transformation(s) : Vannier | Lansdowne Road, Dublin Terrain gras 45 000 spectateurs Arbitre : I David |
| 22 janvier 1955 Temps froid, brouillard. |                           |             |                                                 | Lansdowne Road, Dublin Terrain gras 45 000 spectateurs Arbitre : I David |

### Angleterre - France
Pour la seconde fois, la France parvient à réaliser un doublet à Twickenham après sa victoire à Colombes l'année précédente :
| 26 février 1955 Temps froid | Angleterre                                    | 9 - 16 (3-6) | France                                                                             | Twickenham, Londres Pelouse excellente 70 000 spectateurs Arbitre : R Mitchell |
| 26 février 1955 Temps froid | Essai(s) : R Higgins Pénalité(s) : 2 D Hazell |              | Essai(s) : 2 Celaya, Baulon Transformation(s) : 2/2 Vannier Pénalité(s) : 2 J Prat | Twickenham, Londres Pelouse excellente 70 000 spectateurs Arbitre : R Mitchell |
| 26 février 1955 Temps froid |                                               |              |                                                                                    | Twickenham, Londres Pelouse excellente 70 000 spectateurs Arbitre : R Mitchell |

### France - pays de Galles
Résumé : Les Gallois arrivent au Stade de Colombes pour tenter de partager la victoire dans le Tournoi. Les Français comptent trois victoires pour trois matchs et ils veulent remporter le Tournoi et le Grand Chelem, le premier de leur histoire.
La France, qui pouvait réaliser le premier Grand Chelem de son histoire s'incline 11 à 16 face au pays de Galles qui partage ainsi la victoire dans le Tournoi. Cette victoire est la quatrième de suite du pays de Galles face à la France.
| 26 mars 1955 Beau temps | France                                                                                       | 11 - 16 (0 - 11) | Pays de Galles                                                                   | Stade Yves-du-Manoir, Colombes Bon terrain 53 025 spectateurs Arbitre : Ossie Glasgow |
| 26 mars 1955 Beau temps | Essai(s) : 1 Baulon Transformation(s) : 1 Vannier Pénalité(s) : 1 Vannier Drop(s) : 1 M.Prat | Rapport          | Essai(s) : 2 Thomas, Morris (en) Transformation(s) : 2 Owen Pénalité(s) : 2 Owen | Stade Yves-du-Manoir, Colombes Bon terrain 53 025 spectateurs Arbitre : Ossie Glasgow |
| 26 mars 1955 Beau temps |                                                                                              | Rapport          |                                                                                  | Stade Yves-du-Manoir, Colombes Bon terrain 53 025 spectateurs Arbitre : Ossie Glasgow |

| France Titulaires Michel Vannier 15 Jacques Lepatey 14 Roger Martine 13 Maurice Prat 12 Henri Rancoule 11 André Haget 10 Gérard Dufau 9 Robert Baulon 8 Henri Domec 7 Jean Prat 6 Bernard Chevallier 5 Michel Celaya 4 René Brejassou 3 Paul Labadie 2 Amédée Domenech 1 |  |  |  | Pays de Galles Titulaires 15 Garfield Owen 14 Ken Jones 13 Alun Thomas 12 Gareth Griffiths (en) 11 Haydn Morris (en) 10 Gareth Griffiths 9 Rex Willis 8 Rees Stephens 7 Brian Sparks (en) 6 Derek Williams (en) 5 Russell Robins (en) 4 Rhys Haydn Williams 3 Courtenay Meredith 2 Bryn Meredith 1 Billy Williams |